# Daniel Spoerri
Daniel Spoerri   (Galați, 27 de març de 1930 - Viena, 6 de novembre de 2024) va ser un artista i escriptor suís nascut a Romania, a qui s'ha anomenat «la figura central de l'art de postguerra europeu» i «un dels artistes més reconeguts  del segle XX». Se l'associa amb el nou realisme i amb el moviment Fluxus.

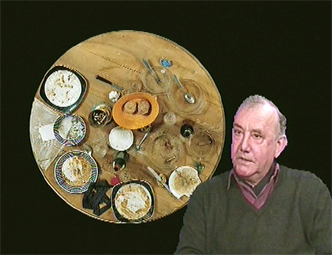
Spoerri amb una de les seves taules de menjar

Spoerri és conegut per ser el promotor del eat-art i per les seves peces anomenades   tableaux pièges o snare-pictures, que es pot traduir com “pintura-trampa”, un tipus d'assemblatges de l'art efímer que ell mateix va definir com “els objectes, que es troben en situacions aleatòriament ordenades o desordenades, es munten sobre el que es troben (taula, caixa, calaix, etc.) en la constel·lació exacta en què es troben (...). En declarar que el resultat és un quadre, l'horitzontal esdevé vertical. Per exemple: les restes d'un àpat es munten a la taula i després la taula es penja a una paret (...).”
La invenció de la "pintura-trampa" marca l'inici de la carrera de Spoerri com a artista visual. Les pintura-trampa es van exposar per primera vegada al «Festival d’art d’avantgarde», a París, del 18 de novembre al desembre de 1960.
Spoerri va ser el primer a utilitzar elements comestibles com a obra d'art, on captura un grup d'objectes, com les restes de menjars d'individus, inclosos els plats, els coberts i els gots, que fixa damunt d'una taula, que després exposa sobre una paret.
També és àmpliament aclamat pel seu Anecdoted Topography of Chance, una analogia literària dels seus snare-pictures, en què fa un mapa de cada objecte localitzat a la seva taula en un moment particular del temps, descrivint-lo amb els seus records personals que aquest objecte evoca.
L'any 1968, a Düsseldorf, havia obert el Restaurant Spoerri, on servia menús exòtics com truites de formigues a la brasa i costelles de pitó. Dos anys després hi va afegir un espai expositiu. Totes les obres de la Eat Art Galerie havien de ser comestibles: entre els artistes que hi van exposar durant els seus quatre anys de vida s'hi compten Joseph Beuys i Roy Lichtenstein.